# Астроида

Астроида

Астро́ида (от греч. αστρον — звезда и ειδος — вид, то есть звездообразная) — плоская кривая, описываемая точкой окружности радиуса {\displaystyle r}, катящейся по внутренней стороне окружности радиуса {\displaystyle R=4r}. Иначе говоря, астроида — это гипоциклоида с модулем {\displaystyle k=4}.

## История
Название кривой в форме «Astrois» предложил австрийский астроном Йозеф Иоганн фон Литров в 1838 г.

## Уравнения
Уравнение в декартовых прямоугольных координатах:
{\displaystyle x^{2/3}+y^{2/3}=R^{2/3}}
Параметрическое уравнение:
{\displaystyle x=R\cos ^{3}t;\quad y=R\sin ^{3}t}
Подерное уравнение:
{\displaystyle r^{2}+3p^{2}=a^{2}.}
Астроида также является алгебраической кривой 1 рода (и шестого порядка). Уравнение в алгебраическом виде:
{\displaystyle (x^{2}+y^{2}-R^{2})^{3}+27R^{2}x^{2}y^{2}=0}

## Свойства
- Имеются четыре каспа.
- Длина дуги от точки с 0 до {\displaystyle t\leq \pi /2}

{\displaystyle l={\frac {3}{2}}R\sin ^{2}t}
- Длина всей кривой {\displaystyle 6R}.
- Радиус кривизны:

{\displaystyle r(t)={\frac {3}{2}}R\sin 2t}
- Площадь, ограниченная кривой:

{\displaystyle S={\frac {3}{8}}\pi R^{2}}

Астроида как огибающая

Вытянутая астроида как эволюта эллипса

Эволюта астроиды

- Объём тела вращения относительно любой координатной оси:

{\displaystyle V=\pi \int \limits _{-R}^{R}\left(R^{2/3}-x^{2/3}\right)^{3}\,dx={\frac {32}{105}}\,\pi R^{3}}
- Астроида является огибающей семейства отрезков постоянной длины, концы которых расположены на двух взаимно перпендикулярных прямых[1].
- Эволюта астроиды подобна ей, но вдвое больше неё и повёрнута относительно неё на 45°.
- Астроида (вытянутая вдоль оси) является эволютой эллипса[1]. В этом случае параметрическое выражение имеет вид:
{\displaystyle x={\frac {a^{2}-b^{2}}{a}}\cos ^{3}t;\quad y={\frac {b^{2}-a^{2}}{b}}\sin ^{3}t}

- Неопределённый интеграл правой части последнего уравнения является интегралом от дифференциального бинома и равен

{\displaystyle \int b{\bigg [}1-{\bigg (}{\frac {x}{a}}{\bigg )}^{\frac {2}{3}}{\bigg ]}^{\frac {3}{2}}dx={\frac {1}{16}}b\left({\sqrt {1-\left({\frac {x}{a}}\right)^{\frac {2}{3}}}}\left(-3a{\sqrt[{3}]{\frac {x}{a}}}+x\left(14-8\left({\frac {x}{a}}\right)^{\frac {2}{3}}\right)\right)+3a\arcsin \left({\sqrt[{3}]{\frac {x}{a}}}\right)\right)+C}
Это выражение полезно при вычислении площадей элементов фигуры.